# La Gran Carretera

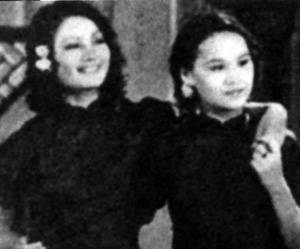
Jasmine (Li Lili i Diang Xiang (Chen Yanyan)

La Gran Carretera (xinès: 大路, anglès: The Great Road).També traduïda a l'anglès com The Big Road i The Highway. Pel·lícula xinesa, muda amb música, cançons i efectes de so afegits en postproducció. Produïda pels estudis Lianhua el 1934 i estrenada el 1935. Escrita i dirigida per Sun Yu, protagonitzada entre d'altres, per estrelles del cinema de l'època com els actors Zheng Junli i Jin Yan i les actrius Li Lili i Chen Yanyan.

## Estil i realització
La pel·lícula es va rodar en un entorn natural, en una obra real, amb els actors barrejant-se amb els treballadors, treballant i cantant amb ells. Cada personatge va ser escrit per Sun Yu adaptat-se a les característiques de cada actor. Alguns crítics com  Li Cheuk-To, assenyalen que l'estructura de la pel·lícula té la forma cíclica de les novel·les xineses clàssiques més que la lògica lineal de les narracions occidentals.
La primera meitat de la pel·lícula delimita la interacció entre els sis treballadors que treballen junts a la carretera i les dues noies de la cantina que es fan amigues amb elles i està dominada per un estat d'ànim alegre. L'última meitat es converteix en una història d'aventures emocionant i plena de suspens mentre els herois, empresonats per terratinents rics que col·laboren amb els japonesos, escenifiquen una atrevida fugida amb l'ajuda de les noies de la cantina. En la conclusió, els protagonistes són massacrats per avions enemics que els disparen mentre treballen per completar la construcció de la carretera. Però el seu sacrifici no ha estat en va des que es va construir l'autopista, símbol de la nació xinesa ressorgida.
Amb el seu humor alegre i el seu dramatisme, la seva sensibilitat a la caracterització, la seva tècnica brillant, com en l'elaborat moviment de càmera a través de la taula del propietari en una escena de banquet,  la pel·lícula s'ha considerat com  l'obra mestre de Sun Yu, amb l'integració dels diferents temes de les seves pel·lícules anteriors, combinant el nacionalisme en un marc del denominat cinema de "defensa nacional", i els principis d'esquerra, amb l'entreteniment. La pel·lícula és antijaponesa però és la classe treballadora qui lidera la lluita a diferència de la burgesia considerada traïdora. La nuesa (treballadors -homes- prenent un bany sense roba en un riu proper) i l'atracció sexual s'integren a la història. De fet, amb l'horror de l'atac aeri final, la pel·lícula també aconsegueix ser antibelicista i evitar el nacionalisme simplista.

## Argument
El rerefons històric de la pel·lícula és la invasió de Manxúria per part dels japonesos. El 18 de setembre de 1931, l'exèrcit japonès va envair les províncies del nord-est de la Xina conegudes llavors com a Manxúria, i el 1932 va establir l'estat titella de Manchukuo. Des d'aquesta base, els japonesos van continuar fent incursions al nord i nord-est de la Xina. Ressalta que en film mai s'esmenta els japonesos amb aquest nom: sempre és fa menció a "l'enemic". Hi ha una referència a Manxúria que està ocupada per una potència estrangera, però és "l'enemic" que ho fa.
Durant una època de greu fam a la Xina, una família intenta marxar del seu poble per trobar una vida millor, La mare no sobreviu al viatge i mor al costat de la carretera. En els seus últims moments lliura el seu fill (JIn) al seu marit perquè el cuidi. El marit fa tot el possible per criar el seu fill, treballant com a treballador en la construcció de carreteres. Finalment el pare també mor de cansament, deixant el nen sol.
Vint anys més tard, a la dècada de 1930, el nen, JIn ja ha crescut i també ha continuat com a  treballador de la construcció de carreteres com el seu pare. Ell i els seus amics, el vell Zhang, Zhang Da, el petit Luo i Zheng Junli, tenen problemes per trobar feina a la ciutat després de ser acomiadats per una baralla entre el germà Jin i el vell Zhang. Mentre busquen feina, coneixen Little Six, un antic lladre que s'uneix al seu grup. El grup decideix unir-se a l'equip de construcció de carreteres per participar en la construcció d'una important carretera militar. Durant els seus viatges per la Xina construint la carretera, el grup coneix en una fonda a dus noies Ding Xiang i Jasmine, filles del propietari. El grup fa broma, coqueteja, canta, comparteix àpats mentre gaudeixen de la companyia dels altres. A mesura que les obres de la carretera s'acosten al front, la situació es fa més intensa i requereix que treballadors i soldats es quedin desperts tota la nit per construir la carretera.
En un moment determinat els invasors contacten amb Hu, un home ric del poble, per obtenir la seva col·laboració per aturar les obres. Hu convida a Jin i els altres treballadors a un banquet a casa seva i procedeix a oferir-los diners per intentar persuadir-los de renunciar a treballar en la construcció. Durant el banquet, el germà Jin i els seus amics rebutgen la petició d'Hu. Els sis treballadors són empresonats al soterrani de Hu, lligats, colpejats i torturats. Dingxiang i Jasmine comencen a sospitar que alguna cosa podria haver passat quan els homes no tornen del banquet. L'endemà, Ding Xiang i Jasmine entren a la casa dels Hu per rescatar a Jin i els altres. En Jasmine sedueix a Hu, i mentre està distret, Ding Xiang i Jasmine van a la cuina. Jasmine amenaça el criat amb unes tisores per portar-los on estan guardats els presoners. Ding Xiang va a informar el cap Liu i l'exèrcit, i obtenir ajuda. Mentrestant, el Jin utilitza les tisores per alliberar-se i alliberar la resta del seu grup. És atrapat per un guàrdia, i el vell Zhang es sacrifica durant el rescat. L'exèrcit i altres treballadors es reuneixen per anar a casa d'Hu i rescatar els presoners; entren a la casa i capturen Hu.
Després que Jin i els seus amics tornen al poble, la guarnició local castiga els traïdors. Un cop el grup comença a treballar de nou a la carretera, un avió enemic ataca i mata, però la majoria dels esperits dels treballadors morts s'aixequen i continuen treballant i cantant alegrament.
La pel·lícula es pot veure Youtube amb subtítols en anglès i també hi ha una versió amb subtítols en castellà.

## Música
Tot i que "La Gran Carretera"  és una pel·lícula muda, sí que té so. Això pot semblar contradictori, però els estudis de cinema xinesos es trobaven en un període de transició entre el cinema mut i el sonor, i en la postproducció s'hi van afegir efectes sonors (el rugit d'un tractor, sorolls de l'obra, les branques dels arbres que cruixen el vent, etc.). La banda sonora del compositor Ni Er, també inclou les cançons dels treballadors i de les noies del poble. Cal destacar les peces musicals com  "New Song of Fengyang" (新鳳陽歌) i "Yanyan's Song". " (燕燕歌),interpretades per Li Lili i Chen Yanyan i les cançons revolucionaries cantades pels treballadors, com "大路歌" (Song of the Big Road),  que es va convertir en un gran èxit a tot el país,  i "開路先鋒" (Roadbuilding Piooners).
A part de la cançó temàtica "Song of the Big Road", cada cançó té la seva lletra incorporada com a subtítols en caràcters xinesos. Això va permetre al públic llegir les lletres mentre els personatges les cantaven.

## Repartiment
| Actor / Actriu       | Paper              |
| Zheng Junli 郑君里   | Zheng Jun          |
| Zhang Zhizhi 章志直  | Zhang Gran         |
| Zhang Yi 张翼        | Zhang Vell         |
| Shang Guanwu 尚冠武  | Hu                 |
| Luo Peng 罗朋        | Luo petita         |
| Liu Qiong 刘琼       | Liu Gran           |
| Liu Jiqun 刘继群     | Pare de Ding Xiang |
| Li Lili 黎莉莉       | Jasmine            |
| Jin Yan 金焰         | Jin                |
| Hong Jingling 洪警铃 | Hong Vell          |
| Han Langen 韩蓝根    | Little Six         |
| Chen Yanyan 陈燕燕   | Ding Xiang         |